# 光勝寺 (佐倉市)
光勝寺（こうしょうじ）は、千葉県佐倉市にある時宗の寺院。

## 歴史
鎌倉時代に開山された。臼井氏勃興の頃に創建されたものと推測される。境内には、臼井氏の供養塔が残されている。当初は真言宗の寺院であったが、真教上人他阿の巡錫を機に、時宗に転宗した。
当寺は「臼井八景」の一つ「光勝晩鐘」となっており、寺からは印旛沼を眺めることができる。

## 交通アクセス
- 京成臼井駅より徒歩13分。